# INXS
INXS (uttalas "in excess", betyder ungefär "i överflöd") var en australisk rockgrupp, bildad 1977 i Sydney. De hade sin mest framgångsrika period i slutet av 1980-talet och början av 1990-talet, med deras mest sålda album Kick utgivet 1987. Deras största hit-låtar inkluderar "Original Sin", "What You Need", "Devil Inside", "Need You Tonight", "Never Tear Us Apart", "Suicide Blonde" och "Disappear". Bandets mest kände medlem är sångaren Michael Hutchence (1960–1997). Låten Guns in the Sky från 1987 var ledmotivet till SVT:s program Bullen.

## Diskografi

### Studioalbum
- 1980 – INXS
- 1981 – Underneath the Colours
- 1982 – Shabooh Shoobah
- 1984 – The Swing
- 1985 – Listen Like Thieves
- 1987 – Kick
- 1990 – X
- 1992 – Welcome to Wherever You Are
- 1993 – Full Moon, Dirty Hearts
- 1997 – Elegantly Wasted
- 2005 – Switch

### Livealbum
- 1991 – Live Baby Live Live compilation
- 2004 – NXS: Live at Barker Hangar Live in Santa Monica, California, USA, 28/05/1993

### Samlingsalbum
- 1982 – INXSIVE
- 1994 – The Greatest Hits
- 2001 – Shine Like It Does: The Anthology (1979-1997)
- 2002 – The Best of INXS
- 2002 – The Years 1979-1997
- 2002 – Stay Young 1979-1982
- 2004 – INXS²: The Remixes
- 2004 – Original Sin - The Collection
- 2006 – Taste It: The Collection